# Gmelin-Beilstein-Denkmünze

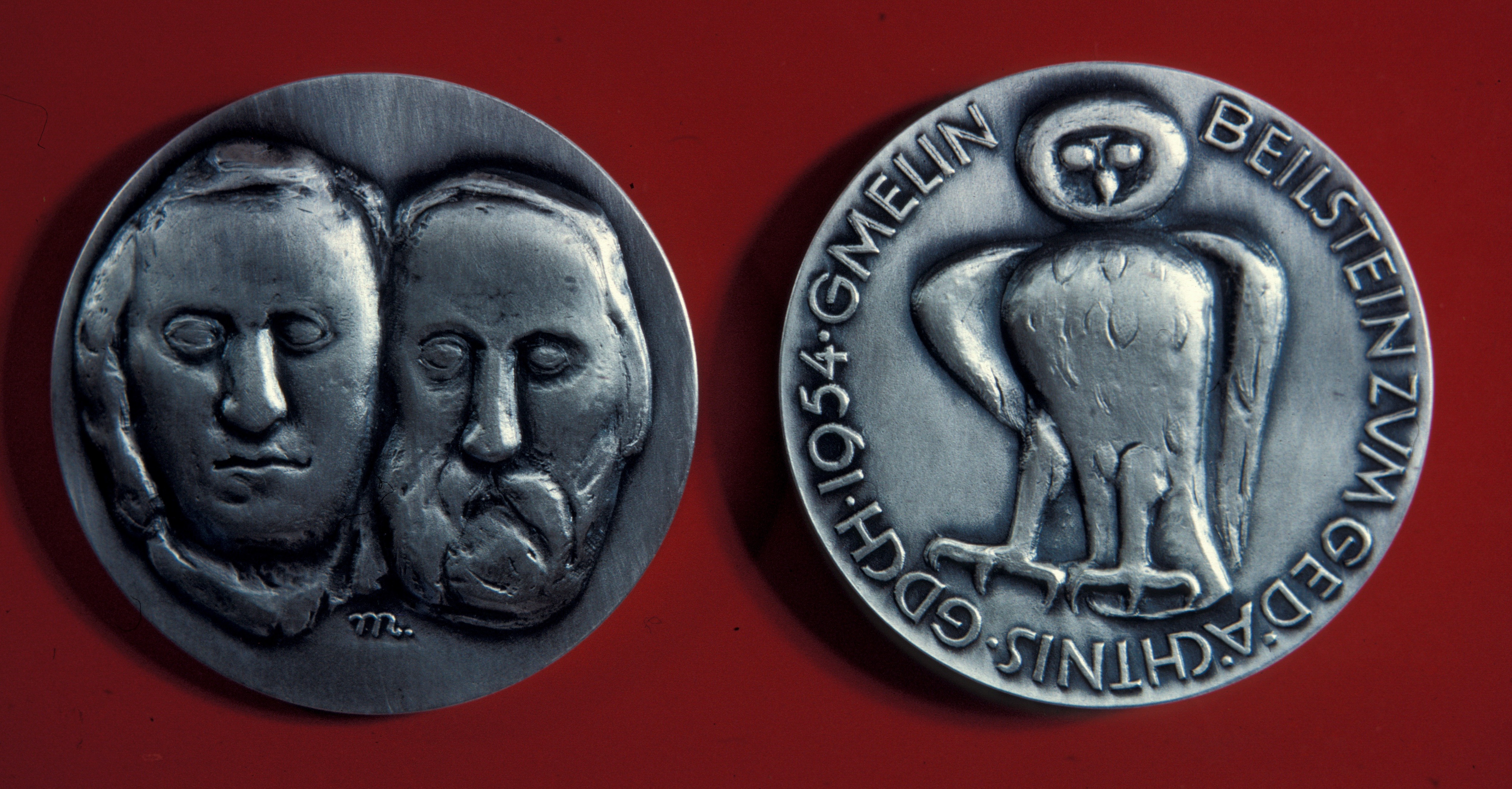
Gedenkmünze (Gmelin-Beilstein), die von der GDCh als besondere Auszeichnung auf dem Gebiet der Geschichte der Chemie und Chemieliteratur vergeben wird.

Die Gmelin-Beilstein-Denkmünze ist ein Preis der Gesellschaft Deutscher Chemiker für Personen, die sich um die Geschichte der Chemie, die Chemieliteratur oder die Chemie-Information verdient gemacht haben. Sie ist mit einer Silbermedaille und 7500 Euro Preisgeld verbunden und wurde zuerst 1954 verliehen und von Hoechst gestiftet. Sie ist nach Leopold Gmelin und Friedrich Konrad Beilstein benannt, die für ihre Handbücher bekannt waren.

## Preisträger
- 1954 Paul Walden, Maximilian Pflücke
- 1956 Friedrich Richter
- 1958 Wilhelm Foerst
- 1962 Erich Pietsch
- 1965 Jean Baptiste Gillis
- 1966 Eduard Kreuzhage
- 1973 Werner Schultheis
- 1976 Hans Rudolf Christen
- 1977 Günter Kresze
- 1980 Margot Becke-Goehring
- 1981 Fred A. Tate
- 1983 Robert Fugmann, Ernst Meyer
- 1987 Jürgen Schaafhausen
- 1988 Gerd M. Ahrenholz
- 1990 Christian Weiske
- 1991 Johann Gasteiger
- 1995 Christoph Meinel
- 2000 Peter Gölitz
- 2002 Ursula Schoch-Grübler
- 2005 Ute Deichmann
- 2007 Olga Kennard
- 2010 Jürgen Gmehling
- 2012 Engelbert Zaß
- 2014 Henning Hopf
- 2016 Joe P. Richmond
- 2018 René Deplanque
- 2020 Guillermo Restrepo
- 2022 Gisbert Schneider
- 2024 Eva E. Wille[1]